# Karabin IMBEL MD2
IMBEL MD2 – brazylijski karabin automatyczny kalibru 5,56 mm.
W 1982 roku rozpoczęto prace nad następcą karabinu IMBEL LAR (licencyjna wersja FN FAL). Początkowo planowano pomniejszenie tej broni i zmianę kalibru z 7,62 mm NATO na 5,56 mm NATO. Ostatecznie zdecydowano się na głębsze zmiany i zastąpiono ryglowanie przez przekoszenie zamka ryglowaniem przez obrót zamka. Pierwszy prototyp oznaczony jako MD1 powstał w 1983 roku, wersja finalna MD2 w 1985. Później MD2 został przyjęty do uzbrojenia armii brazylijskiej.

## Wersje
- MD2 – karabin, wersja z kolbą składaną.
- MD3 – karabin z kolbą stałą. Ma taką samą długość jak MD2 z kolbą rozłożoną i masę 4,6 kg.